# St. Nikolaus (Ruffenhofen)

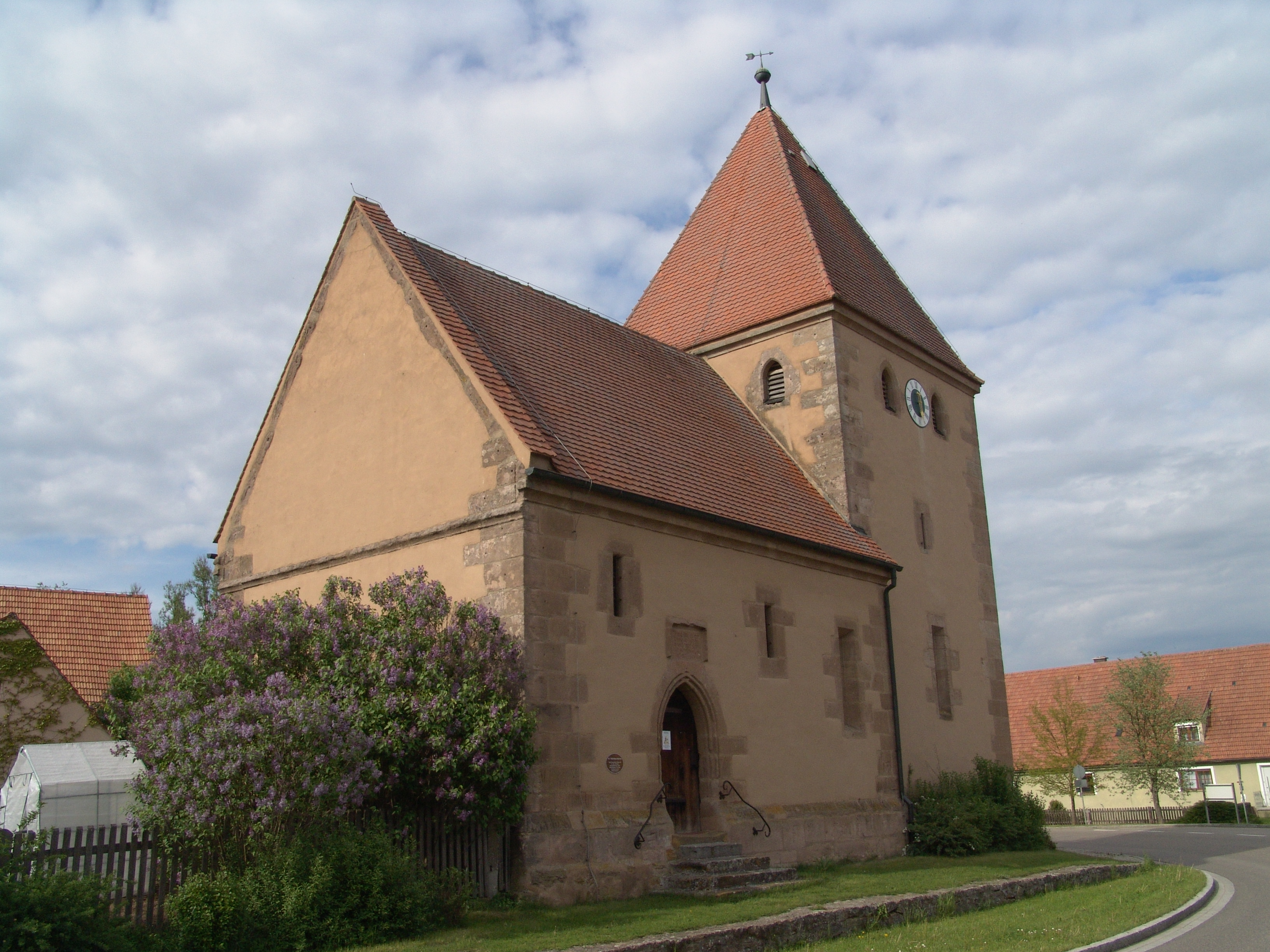
St. Nikolaus (Ruffenhofen)

Die denkmalgeschützte, evangelisch-lutherische Filialkirche steht in Ruffenhofen, einem Gemeindeteil des Marktes Weiltingen im Landkreis Ansbach (Mittelfranken, Bayern).  Die Kirche ist unter der Denkmalnummer D-5-71-218-34 als Baudenkmal in der Bayerischen Denkmalliste eingetragen. Die Kirche gehört zur Pfarrei Weiltingen im Dekanat Dinkelsbühl im Kirchenkreis Ansbach-Würzburg der Evangelisch-Lutherischen Kirche in Bayern.

## Beschreibung
Die Saalkirche, wie an den Schießscharten zu erkennen ist, eine ehemalige Wehrkirche, wurde in der 2. Hälfte des 14. Jahrhunderts erbaut. Sie besteht aus einem Langhaus, das mit einem Satteldach bedeckt ist, und einem Chorturm, der mit einem Pyramidendach bedeckt ist, in seinem Osten. Der Innenraum des Chors, d. h. das Erdgeschoss des Chorturms, ist mit einem Kreuzrippengewölbe überspannt, der des Langhauses mit einer Flachdecke. Dort befinden sich Fresken als Wandmalereien. Der Altar wurde um 1460/80 geschnitzt. Ein Gemälde einer ehemaligen Predella stammt aus dem späten 15. Jahrhundert. Das Kirchengestühl stammt ebenfalls aus dem 15. Jahrhundert. Es sind keine elektrischen Lampen installiert, bei Bedarf werden die Räume mit Kerzen beleuchtet. Die Orgel mit 5 Registern, einem Manual und einem Pedal wurde 2005 von Hey Orgelbau errichtet.

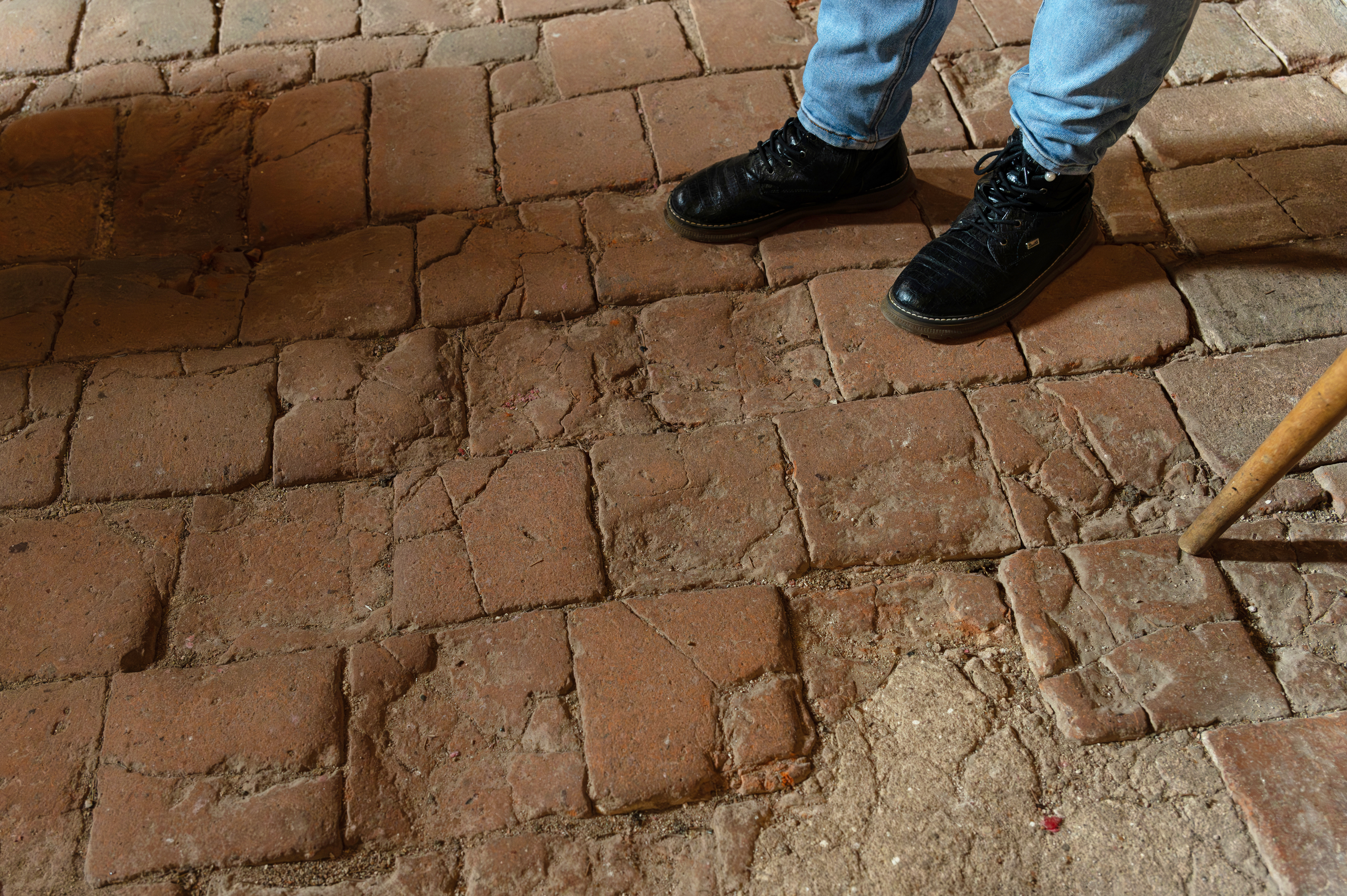
Fußboden aus römischen Hypokaustziegeln

Ein Großteil des Kirchenfußbodens besteht aus Spolien in Form römischer Ziegel. Diese sogenannten laterculi bessales mit 19 cm Kantenlänge und einer Dicke von etwa 4,2 cm waren ursprünglich Elemente von Hupokaustsäulen römischer Fußbodenheizungen. Die Abmessungen und anhaftende Mörtelreste belegen die ursprüngliche Verwendung der rund 1800 erhaltenen Steine. Sie stammen wahrscheinlich von dem wenige hundert Meter entfernten Kastell Ruffenhofen oder aus einem Großgebäude seines angrenzenden Vicus.